# Certhiaxis
Certhiaxis – rodzaj ptaków z rodziny garncarzowatych (Furnariidae).

## Występowanie
Rodzaj obejmuje gatunki występujące w Ameryce Południowej.

## Morfologia
Długość ciała 13–16 cm, masa ciała 13–17 g.

## Systematyka

### Nazewnictwo
Nazwa rodzajowa jest połączeniem nazw rodzajów: Certhia Linnaeus, 1758 oraz Synallaxis Vieillot, 1818.

### Podział systematyczny
Do rodzaju należą następujące gatunki:
- Certhiaxis cinnamomeus (J.F. Gmelin, 1788) – bajorek żółtobrody
- Certhiaxis mustelinus (P.L. Sclater, 1874) – bajorek białobrody